# (32931) Ferioli
1995 SY4 (asteroide 32931) é um asteroide da cintura principal. Possui uma excentricidade de 0.14870420 e uma inclinação de 8.70811º.
Este asteroide foi descoberto no dia 26 de setembro de 1995 por Piero Sicoli e Pierangelo Ghezzi em Sormano.